# Anna Marszałek
Anna Marszałek-Rochowicz – polska reporterka i dziennikarka śledcza. Od 2011 pracowniczka Najwyższej Izby Kontroli.

## Życiorys
Ukończyła polonistykę na Wyższej Szkole Pedagogicznej w Rzeszowie, a następnie podyplomowe studium dziennikarstwa na Uniwersytecie Warszawskim. Przez wiele lat związana z redakcją „Rzeczpospolitej”, następnie była zastępczynią kierownika działu śledczego „Dziennika”.
Najbardziej znane sprawy, w których prowadziła zakończone artykułami dziennikarskie śledztwa:
- korupcja w Śląskim Urzędzie Wojewódzkim za czasów wojewody Marka Kempskiego;
- nieprawidłowości w Ministerstwie Obrony Narodowej – w następstwie przed sądem stanął ówczesny wiceminister Romuald Szeremietiew i jego asystent Zbigniew Farmus. Jednak w obu wytoczonych sprawach karnych (korupcja w MON oraz przywłaszczenie pieniędzy fundacji) zapadły prawomocne wyroki uniewinniające obu oskarżonych;
- sprawa podejrzanego o pobicie i pozazawodowe kontakty z gangsterami sędziego Sądu Okręgowego w Toruniu, Zbigniewa Wielkanowskiego;
- sprawa zabójstwa generała Marka Papały;
- afera starachowicka.

Jej częstym partnerem podczas pisania materiałów dla „Rzeczpospolitej” był Bertold Kittel.

### Odejście z dziennikarstwa
W lecie 2011 Anna Marszałek ogłosiła zakończenie kariery dziennikarskiej i rozpoczęła pracę na stanowisku analityczki w Najwyższej Izbie Kontroli. W marcu 2012 w rozmowie z Tygodnikiem Powszechnym powiedziała, że skłoniły ją do tego zarówno względy osobiste (chęć zmiany trybu życia w związku z narodzinami dziecka), jak i zawodowe: pogarszająca się kondycja polskiej branży medialnej i spadające zapotrzebowanie na dziennikarstwo śledcze. Doszła do stanowiska głównej inspektor kontroli państwowej.
Była nominowana w konkursie Osobowość Roku 2019 portalu nowiny24.pl.

## Procesy
Sprawa sędziego Wielkanowskiego
Sędzia Zbigniew Wielkanowski uznał zarzuty stawiane mu w tekstach Marszałek i Kittela za nieprawdziwe i skierował sprawę przeciw nim do Sądu Okręgowego w Warszawie, który przyznał sędziemu rację. Jako zadośćuczynienie sąd nakazał przeproszenie Wielkanowskiego w telewizji i wielu gazetach. W lipcu 2007 Sąd Apelacyjny w Warszawie zgodził się z orzeczeniem I instancji co do istoty sporu, natomiast ograniczył publikację przeprosin tylko do łam „Rzeczpospolitej”, gdzie ukazywały się oskarżające sędziego teksty. Dziennikarze złożyli na ten wyrok kasację do Sądu Najwyższego. 17 kwietnia 2008 sąd orzekł, iż dziennikarze nie muszą przepraszać sędziego za oceny, iż przyjaźnił się z gangsterem i otrzymał od niego luksusowe auto. Jednocześnie podtrzymał nakaz przeprosin za pozostałe fragmenty artykułu „Sędzia do wynajęcia”.
Sprawa Marka Kempskiego
Prawomocnym wyrokiem z 24 kwietnia 2003 r. wydanym przez Sąd Apelacyjny w Warszawie (sygn. akt I ACa 1222/02) spółka Presspublica (wydawca dziennika „Rzeczpospolita”) oraz redaktor naczelny Maciej Łukasiewicz zostali solidarnie zobowiązani do przeproszenia Tadeusza Smolczewskiego i Szymona Węgrzynowskiego (udziałowców spółki cywilnej „Iurator”) za nieprawdziwe i oszczercze twierdzenia dotyczące tych osób, zawarte w artykule prasowym pióra red. Anny Marszałek i Bertolda Kittela zatytułowanym „Wojewoda w sieci. Korupcja w Śląskim Urzędzie Wojewódzkim” opublikowanym w dzienniku „Rzeczpospolita” 23 grudnia 2000 r.
Sprawa Piotra Woyciechowskiego
21 lutego 2006 r. Sąd Okręgowy w Warszawie (sygn. akt XXV C 2334/05) wydał prawomocny wyrok nakazujący Annie Marszałek i Bertoldowi Kittelowi opublikowanie na swój koszt oświadczenia przepraszającego Piotra Woyciechowskiego za insynuacje dotyczące jego osoby zawarte w artykule zatytułowanym „Fundusz Przyjaciół” opublikowanym w dzienniku „Rzeczpospolita” 30 marca 2001 r. Oświadczenie zostało opublikowane przez dziennikarzy na pierwszej stronie dziennika „Rzeczpospolita” dopiero 4 maja 2007 r. na skutek wszczęcia przez powoda przeciwko Annie Marszałek i Bertoldowi Kittelowi egzekucji świadczenia niepieniężnego.
Sprawa Romualda Szeremietiewa
8 listopada 2010 r. Sąd Okręgowy w Warszawie uniewinnił Romualda Szeremietiewa od ostatniego z zarzutów postawionych mu przez Annę Marszałek i Bertolda Kittela (a następnie prokuraturę) w artykule „Kasjer z Ministerstwa Obrony” opublikowanym w dzienniku „Rzeczpospolita” 7 lipca 2001 r. Tym samym R. Szeremietiew – po 9 latach od rozpoczęcia śledztwa w całej sprawie – został uwolniony od winy we wszystkich zarzutach, jakie mu postawiono.
26 sierpnia 2009 r. Rada Etyki Mediów opublikowała dokument potępiający cykl tekstów Marszałek i Kittela dotyczących nieprawidłowości w Ministerstwie Obrony Narodowej za czasów wiceministra Romualda Szeremietiewa (cyt.: „Autorzy zniesławiającej go publikacji – Anna Marszałek i Bertold Kittel są laureatami najbardziej prestiżowych nagród za mistrzowskie uprawianie dziennikarstwa śledczego. Nie po raz pierwszy sądy uniewinniają osoby publiczne spostponowane w ich publikacjach. Nigdy nie doczekały się publicznych przeprosin.”).
Autorzy artykułu zdecydowanie odrzucają zarzuty nierzetelności, wskazując że:
- przedstawiciel zachodniego koncernu opisywał jak asystent p. Szeremietiewa, Farmus domagał się łapówek,

- ww. asystent, udostępniał tajne materiały przetargowe (jemu z kolei udostępnione przez Szeremietiewa, mimo braku uprawnień dostępu przez rzeczonego)

- wystąpiły znaczne rozbieżności pomiędzy wydatkami p. Szeremietiewa na budowę willi w Zalesiu, a jego dochodami.

Wątek nadużyć ze strony p. Szeremietiewa, mimo że pojawił się w procesie asystenta Farmusa nie został rozpatrzony ze względu na przedawnienie sprawy.
W 2015 Sąd Okręgowy w Warszawie prawomocnie zobowiązał członków Rady Etyki Mediów, którzy wydali opinię (tj. Magdalenę Bajer, Macieja Iłowieckiego, Helenę Kowalik) do przeproszenia Anny Marszałek i Bertolda Kittela za „obraźliwe sformułowania oraz nieprawdziwe informacje” zawarte w opinii REM.

## Nagrody
Laureatka nagród branżowych, m.in. tytułu Dziennikarz Roku 2003 w konkursie Grand Press oraz Europejski Dziennikarz Roku 2005 w konkursie wydawanego w Brukseli magazynu European Voice.